# Визначник грибів України
«Визначник грибів України» — п'ятитомне у шести книгах українське довідкове видання, присвячене грибам флори України. Серед авторів визначника є Морочковський С. Ф., Зерова М. Я., І. О. Дудка, М. Ф. Сміцька, Г. Л. Роженко та інші. Видання друкувалося з 1967-го по 1979-й рік видавництвом «Наукова думка».

## Короткий опис
Автори визначника навели характеристику класів, підкласів, порядків, найновіші класифікаційні схеми, ключі для визначення та діагнози порядків, родин, родів, видів і відомості про поширення видів на Україні та їх народногосподарське значення. Наприкінці окремих томів містяться покажчики латинських назв усіх таксонів, українських назв грибів і рослин та інших субстратів, на яких виявлено гриби. Визначник добре ілюстровано.
Розрахований визначник на мікологів, фітопатологів, викладачів і студентів біологічних факультетів ВНЗ, усіх, хто цікавиться грибами, що поширені в Україні.

## Державні нагороди
13 грудня 1983 року багатотомну працю «Визначник грибів України» відзначено Державною премією УРСР у галузі науки і техніки. Лауреатами стали п'ять учених:
- Морочковський Семен Филимонович (посмертно), доктор біологічних наук, професор, завідувач відділу мікології Інституту ботаніки імені М. Г. Холодного Академії наук УРСР,
- Зеров Дмитро Костянтинович (посмертно), академік АН УРСР, завідувач відділу Інституту ботаніки імені М. Г. Холодного Академії наук УРСР,
- Сміцька Марія Федорівна, кандидат біологічних наук, старший науковий співробітник Інституту ботаніки імені М. Г. Холодного Академії наук УРСР,
- Зерова Марія Яківна, доктор біологічних наук, старший науковий співробітник Інституту ботаніки імені М. Г. Холодного Академії наук УРСР,
- Дудка Ірина Олександрівна, доктор біологічних наук, завідувачка відділу Інституту ботаніки імені М. Г. Холодного Академії наук УРСР.

## Перелік томів
- Визначник грибів України: в 5 т. Т. 1 : Слизовики (Myxophyta); Гриби (Mycophyta): архіміцети, фікоміцети / С. Ф. Морочковський, М. Я. Зерова, І. О. Дудка [та ін.] ; відп. ред. Д. К. Зеров. — К. : Наук. думка, 1967. — 254 с. (завантажити)
- Визначник грибів України: в 5 т. Т. 2 : Аскоміцети / С. Ф. Морочковський, М. Я. Зерова, З. Г. Лавітська, М. Ф. Сміцька ; відп. ред. Д. К. Зеров. — К. : Наук. думка, 1969. — 517 с. (завантажити[недоступне посилання])
- Визначник грибів України: в 5 т. Т. 3 : Незавершені гриби / С. Ф. Морочковський, Г. Г. Радзієвський, М. Я. Зерова [та ін.] ; відп. ред. Д. К. Зеров. — К. : Наук. думка, 1971. — 696 с. (завантажити[недоступне посилання])
- Визначник грибів України: в 5 т. Т. 4 : Базидіоміцети: дакриміцетальні, тремелальні, аурикуларіальні, сажковидні, іржасті / М. Я. Зерова, С. Ф. Морочковський, Г. Г. Радзієвський, М. Ф. Сміцька ; відп. ред. Д. К. Зеров. — К. : Наук. думка, 1971. — 315 с. (завантажити[недоступне посилання])
- Визначник грибів України: В 5 т. Т. 5. Базидіоміцети. Кн. 1. Екзобазидіальні, афілофоральні, кантарелальні / Зерова М. Я., Радзієвський Г. Г., Шевченко С. В. ; Інститут ботаніки ім. М. Г. Холодного АН УРСР . — Київ: Наукова думка, 1972 . — 240 с. (завантажити[недоступне посилання])
- Визначник грибів України: в 5 т. Т. 5. Базидіоміцети. Кн. 2. Болетальні, стробіломіцетальні, трихоломатальні, ентоломатальні, русулальні, агарикальні, гастероміцети / Інститут ботаніки ім. М. Г. Холодного АН УРСР ; Авт. тому М. Я. Зерова, Г. Л. Роженко [та ін.]. — Київ: Наукова думка, 1979 . — 565 с. : іл. (завантажити[недоступне посилання])